# Malaisie aux Jeux olympiques d'été de 2012
La Malaisie participe aux Jeux olympiques d'été de 2012 à Londres. Il s'agit de sa 14e participation aux Jeux olympiques d'été.

## Médaillés
| Sport                  | Discipline                  | Athlète(s)       | Performance | Date    |
| Médaille d'argent : 1  |                             |                  |             |         |
| Badminton              | Simple messieurs            | Lee Chong Wei    | 1-6 / 0-2   | 11 août |
| Médaille de bronze : 1 |                             |                  |             |         |
| Plongeon               | Haut-vol à 10 mètres femmes | Pandelela Rinong | 359.20      | 9 août  |

## Badminton
| Athlète                      | Compétition      | Phase de groupe  | Phase de groupe  | Phase de groupe  | Phase de groupe | 8e de finale     | Quarts de finale | Demi-finales     | Finale           | Finale |
| Athlète                      | Compétition      | Adversaire Score | Adversaire Score | Adversaire Score | Rang            | Adversaire Score | Adversaire Score | Adversaire Score | Adversaire Score | Rang   |
| ---------------------------- | ---------------- | ---------------- | ---------------- | ---------------- | --------------- | ---------------- | ---------------- | ---------------- | ---------------- | ------ |
| Lee Chong Wei                | Simple messieurs |                  |                  |                  |                 |                  |                  |                  |                  |        |
| Koo Kien Keat Tan Boon Heong | Double messieurs |                  |                  |                  |                 | NC               |                  |                  |                  |        |
| Tee Jing Yi                  | Simple dames     |                  |                  |                  |                 |                  |                  |                  |                  |        |
| Chan Peng Soon Goh Liu Ying  | Double mixte     |                  |                  |                  |                 | NC               |                  |                  |                  |        |

## Cyclisme

### Cyclisme sur route
| Athlète                       | Compétition            | Temps | Rang |
| ----------------------------- | ---------------------- | ----- | ---- |
| Mohammed Adiq Husainie Othman | Course en ligne hommes | DNF   | -    |
| Amir Mustafa Rusli            | Course en ligne hommes | DNF   | -    |

### Cyclisme sur piste
Vitesse
| Athlète   | Compétition                 | Qualification | Séries                   | Quarts de finale         | Demi-finales             | Finale                   | Finale |
| Athlète   | Compétition                 | Temps Vitesse | Adversaire Temps Vitesse | Adversaire Temps Vitesse | Adversaire Temps Vitesse | Adversaire Temps Vitesse | Rang   |
| --------- | --------------------------- | ------------- | ------------------------ | ------------------------ | ------------------------ | ------------------------ | ------ |
| Josiah Ng | Vitesse individuelle hommes |               |                          |                          |                          |                          |        |

Keirin
| Athlète           | Compétition   | 1er tour | Repêchage | 2e tour | Finale |
| Athlète           | Compétition   | Rang     | Rang      | Rang    | Rang   |
| ----------------- | ------------- | -------- | --------- | ------- | ------ |
| Azizulhasni Awang | Keirin hommes |          |           |         |        |
| Fatehah Mustapa   | Keirin femmes |          |           |         |        |

## Escrime
Hommes
| Athlète      | Compétition      | 1/32 de finale   | 1/16 de finale   | 1/8 de finale    | Quarts de finale | Demi-finales     | Finale           | Finale |
| Athlète      | Compétition      | Adversaire Score | Adversaire Score | Adversaire Score | Adversaire Score | Adversaire Score | Adversaire Score | Rang   |
| ------------ | ---------------- | ---------------- | ---------------- | ---------------- | ---------------- | ---------------- | ---------------- | ------ |
| Yu Peng Kean | Sabre individuel |                  |                  |                  |                  |                  |                  |        |

## Tir
L'athlète Nur Suryani Mohd Taibi participe à ces JO en étant enceinte de huit mois.
| Athlète                | Compétition                         | Qualification | Qualification | Finale | Finale |
| Athlète                | Compétition                         | Points        | Rang          | Points | Rang   |
| ---------------------- | ----------------------------------- | ------------- | ------------- | ------ | ------ |
| Nur Suryani Mohd Taibi | Carabine à 10 m air comprimé femmes |               |               |        |        |

## Tir à l'arc
Hommes
| Athlète                                               | Compétition        | Tour préliminaire | Tour préliminaire | 1er tour         | 2e tour          | 3e tour          | Quarts de finale | Demi-finales     | Finale           | Finale |
| Athlète                                               | Compétition        | Score             | Rang              | Adversaire Score | Adversaire Score | Adversaire Score | Adversaire Score | Adversaire Score | Adversaire Score | Rang   |
| ----------------------------------------------------- | ------------------ | ----------------- | ----------------- | ---------------- | ---------------- | ---------------- | ---------------- | ---------------- | ---------------- | ------ |
| Cheng Chu Sian                                        | Individuel hommes  |                   |                   |                  |                  |                  |                  |                  |                  |        |
| Haziq Kamaruddin                                      | Individuel hommes  |                   |                   |                  |                  |                  |                  |                  |                  |        |
| Khairul Anuar Mohamad                                 | Individuel hommes  |                   |                   |                  |                  |                  |                  |                  |                  |        |
| Cheng Chu Sian Haziq Kamaruddin Khairul Anuar Mohamad | Par équipes hommes |                   |                   | NC               | NC               |                  |                  |                  |                  |        |

Femmes
| Athlète               | Compétition       | Tour préliminaire | Tour préliminaire | 1er tour         | 2e tour          | 3e tour          | Quarts de finale | Demi-finales     | Finale           | Finale |
| Athlète               | Compétition       | Score             | Rang              | Adversaire Score | Adversaire Score | Adversaire Score | Adversaire Score | Adversaire Score | Adversaire Score | Rang   |
| --------------------- | ----------------- | ----------------- | ----------------- | ---------------- | ---------------- | ---------------- | ---------------- | ---------------- | ---------------- | ------ |
| Nurul Syafiqah Hashim | Individuel femmes |                   |                   |                  |                  |                  |                  |                  |                  |        |